# Sofie Valkiers
Sofie Valkiers (Antwerpen, 1985) is een Belgische modeblogster en auteur.

## Fashionata
Valkiers studeerde af in Marketing & Business Management en had een eigen marketingbureau. Als hobby hield Valkiers vanaf 2008 een blog bij over mode en modetrends. Deze blog groeide uit tot circa 120.000 volgers. De blog werd in 2013 door Knack voor beste modeblog genomineerd.
Door het succes van haar blog kwam ze zo in de modewereld terecht en kon ze onder andere mee een deel van de collectie ontwerpen voor Essentiel Antwerp. Daarnaast is ze terug te vinden in of op de cover van magazines zoals Elle (UK, Spain, Germany, nl, USA), Vogue (UK, Brasil, Spain, Japan, Germany, Paris, Italy, Netherlands, China, Mexico), Marie Claire, Glamour, Glamurama, Women's wear daily en Cosmopolitan.

## Little Black Book
In 2014 kwam haar boek Little Black Book uit. Het boek genaamd naar de Little Black Dress werd op de tweede editie van Fashionata Ladies Night voorgesteld.